# لیزاکی
لیزاکی (به لاتین: Lizaki) یک روستا در لهستان است که در گمینا کوشچیژنا واقع شده‌است.
 لیزاکی  ۵۰ نفر جمعیت دارد.